# Korlát
Korlát là một thị trấn thuộc hạt Borsod-Abaúj-Zemplén, Hungary. Thị trấn này có diện tích 7,94 km², dân số năm 2010 là 294 người, mật độ 37 người/km².